# 杜默河畔贝尔根
杜默河畔贝尔根是德国下萨克森州的一个市镇。总面积25.48平方公里，总人口1519人，其中男性756人，女性763人（2011年12月31日），人口密度60人/平方公里。